# 太田村 (北海道)
太田村（おおたむら）は、かつて北海道厚岸郡にあった村。

## 沿革
- 1890年（明治23年）道庁令により厚岸郡に太田村を設置、戸長役場を置く。諸県の士族440戸が屯田兵として入地。太田小学校、北門小学校開校
- 1891年（明治24年） 太田小学校、北門小学校合併し、太田小学校となる
- 1897年（明治30年） 太田屯田兵後備役となる
- 1904年（明治37年） 日露戦争により第7師団に動員下令、後備役屯田兵も充員召集
- 1916年（大正5年） チャンベツ地区に入植始まる
- 1923年（大正12年）4月1日 - 北海道二級町村制施行により厚岸郡太田村が村制施行し、太田村が発足。
- 1948年（昭和23年） 太田村主畜農業協同組合（現、釧路太田農業協同組合）設立
- 1950年（昭和25年） 南片無去地区に集団入植
- 1953年（昭和28年）4月26日から5月12日 - 太田村で発生した山火事が厚岸郡、根室郡にかけた広い地域に（252.9キロ平方メートル）に延焼。保安隊700人が初めて緊急出動した[1]。
- 1955年（昭和30年）4月1日 - 村域を二分割し、厚岸郡厚岸町（太田地区）、川上郡標茶町（茶安別地区）にそれぞれ編入し消滅した。